# Вулиця Пилипа Орлика (Житомир)
Вулиця Пилипа Орлика — вулиця в Корольовському районі Житомира, названа на честь українського державного та військового діяча, Генерального писаря, Гетьмана Війська Запорозького Пилипа Орлика.
Розташована у завокзальній частині міста.

## Історичні відомості

### Історія зміни назв
У 1897 році отримала проєктну назву  — 6-та Привокзальна лінія.
Фактична назва вулиці, яка вживалася на початку ХХ століття — Мамонтовський провулок (походить від прізвища одного з перших домовласників Каленика Мамонтова). За більшовиків Мамонтовський провулок перейменований на Далекий провулок (оскільки був одним із найвіддаленіших від центру міста). У 1957 — 1968 рр. вулиця мала назву Далека вулиця. З 1968 року — вулиця Леселідзе.
Відповідно до розпорядження Житомирського міського голови від 19 лютого 2016 року № 112 «Про перейменування топонімічних об'єктів та демонтаж пам'ятних знаків у м. Житомирі», перейменована на вулицю Пилипа Орлика.

### Історія формування вулиці
Вулиця запроєктована у 1897 році як одна з дев'яти привокзальних ліній, які планувалося створити навколо нововведеного комплексу залізничної станції «Житомир», у тому числі пасажирського вокзалу.
На початку ХХ століття вулиця сформувалася до перехрестя з Новогоголівською вулицею, а також переважна кількість забудови на цій ділянці.
У 1941 — 1942 рр. вулиця та її забудова завершувалися поблизу нинішнього перехрестя з вулицею Залізничною. У роки після Другої світової війни та до 1968 року вулиця сформувалася у нинішніх межах.